# Astragalus anserinus
Astragalus anserinus là một loài thực vật có hoa trong họ Đậu. Loài này được N.D.Atwood & al. miêu tả khoa học đầu tiên.